# SXRD
SXRD — це фірмовий варіант технології рідких кристалів на кремнії,  від Sony яка використовується в основному в проєкційних телевізорах і проєкторах. На ринку телебачення з передньою і задньою проєкцією він безпосередньо конкурує з JVC D-ILA і DLP від Texas Instruments. Sony припинила виробництво всіх своїх телевізорів із задньою проєкцією, включаючи ті, які використовували чипи дисплея SXRD, на користь плоских панелей, які використовують LCD та OLED-дисплеї. Тепер Sony зосередила SXRD на домашніх передніх-проекторах HD і цифровому кінотеатрі наступного покоління 4K.

## Моделі
Випущено або анонсовано наступні продукти під брендом SXRD:
| Рік  | Розміри  | Серія і модельний номер | Серія і модельний номер | Серія і модельний номер       | Серія і модельний номер | Серія і модельний номер             |
| Рік  | Розміри  | A2000                   | A3000                   | XBR                           | Qualia                  | Bravia SXRD                         |
| ---- | -------- | ----------------------- | ----------------------- | ----------------------------- | ----------------------- | ----------------------------------- |
| 2004 | Проєкція | --                      | --                      | --                            | 004                     | --                                  |
| 2004 | 70"      | --                      | --                      | --                            | 006                     | --                                  |
| 2005 | 50"      | --                      | --                      | KDS-R50XBR1                   | --                      | --                                  |
| 2005 | 60"      | --                      | --                      | KDS-R60XBR1                   | --                      | --                                  |
| 2005 | Проєкція | --                      | --                      | --                            | --                      | VPL-VW100                           |
| 2006 | 50"      | KDS-50A2000             | --                      | --                            | --                      | --                                  |
| 2006 | 55"      | KDS-55A2000             | --                      | --                            | --                      | --                                  |
| 2006 | 60"      | KDS-60A2000             | --                      | KDS-R60XBR2                   | --                      | --                                  |
| 2006 | 70"      | --                      | --                      | KDS-R70XBR2                   | --                      | --                                  |
| 2006 | Проєкція | --                      | --                      | --                            | --                      | VPL-VW50                            |
| 2007 | 50"      | KDS-50A2020             | KDS-50A3000             | --                            | --                      | --                                  |
| 2007 | 55"      | KDS-55A2020             | KDS-55A3000             | --                            | --                      | --                                  |
| 2007 | 60"      | KDS-60A2020 KDS-60A2010 | KDS-60A3000             | KDS-Z60XBR5 (Скасований Sony) | --                      | --                                  |
| 2007 | 70"      | --                      | --                      | KDS-Z70XBR5 (Скасований Sony) | --                      | --                                  |
| 2007 | Проєкція | --                      | --                      | --                            | --                      | VPL-VW60 VPL-VW200                  |
| 2008 | Проєкція | --                      | --                      | --                            | --                      | VPL-VW40 VPL-HW10 VPL-VW70 VPL-VW80 |
| 2009 | Проєкція | --                      | --                      | --                            | --                      | VPL-HW15 VPL-VW85                   |
| 2010 | Проєкція | --                      | --                      | --                            | --                      | VPL-VWPRO1 VPL-VW90                 |
| 2018 | Проєкція |                         |                         |                               |                         | VPL-VW295ES VPL-VW695ES VPL-VW995ES |

## Позови через технічні проблеми
Незважаючи на те, що Sony була здатна створювати хорошу якість зображення високої чіткості, у неї виникли проблеми з освоєнням технології масового виробництва цих дисплеїв для версій заднього проектора. Високий рівень відмов оптичного блоку вимагав повторної заміни оптичних блоків на деяких телевізорах. Раніше Sony задовольнила груповий позов власників першого покоління SXRD і, очевидно, не змогла усунути цей дефект. Sony припинила виробництво всіх комплектів задніх проекторів SXRD, оскільки власники більшості пристроїв другого покоління подали нові колективні позови. Друге покоління групових позовів було подано і перебувало на розгляді у Федеральному суді, слухання мали відбутися 13 серпня 2010. 